# پردیس سینمایی هنر شهر آفتاب
پردیس سینمایی هنر شهر آفتاب یک مجموعهٔ سینمایی در مجتمع خلیج فارس در شیراز، ایران است.
این سینما که در سال ۱۳۹۶ بنیان‌گذاری شده، هم‌اکنون متعلق به بخش خصوصی می‌باشد و دارای هشت سالن نمایش است. این مجموعه امکان برگزاری نمایش‌های تئاتر و کنسرت‌های موسیقی را نیز دارا می‌باشد.